# Adenothamnus validus
Adenothamnus es un género de plantas con flores perteneciente a la familia de las asteráceas. Incluye una sola especie: Adenothamnus validus. Es originaria de México.
Descubierta por Brandegee en 1893, esta especie endémica de Baja California, México fue nombrada por el famoso explorador y taxónomo como Madia valida. 40 años después, un botánico que examinaba los especímenes de un herbario, encontró que tenía suficientes diferencias con las especies del género típico; así que decidió colocarla en un nuevo género que bautizó como Adenothamnus . No se han vuelto a encontrar especies pertenecientes a este género, de manera que constituye un género monotípico.

## Propiedades
Doce flavonoides se han encontrado en Adenothamnus validus

## Taxonomía
Adenothamnus validus fue descrita por (Brandegee) D.D.Keck y publicado en Madroño 3(1): 6. 1935.
Sinonimia
- Madia valida Brandegee	[4]